# Liste der Monuments historiques in Illkirch-Graffenstaden
Die Liste der Monuments historiques in Illkirch-Graffenstaden führt die Monuments historiques in der französischen Gemeinde Illkirch-Graffenstaden auf.

## Liste der Bauwerke
| Bezeichnung                              | Beschreibung                                                                             | Standort                  | Kennzeichnung | Schutzstatus | Datum | Bild           |
| ---------------------------------------- | ---------------------------------------------------------------------------------------- | ------------------------- | ------------- | ------------ | ----- | -------------- |
| Orangerie und Park von Schloss Illhausen | um 1735 angelegt, Entwurf von Johann-Peter Pflug; das 1705 erbaute Schloss 1789 zerstört | 106, route de Lyon (Lage) | PA00084754    | Inscrit      | 1970  | weitere Bilder |

## Liste der Objekte
| Bezeichnung                                        | Beschreibung                                                                   | Standort                                                | Kennzeichnung | Schutzstatus | Datum | Bild |
| -------------------------------------------------- | ------------------------------------------------------------------------------ | ------------------------------------------------------- | ------------- | ------------ | ----- | ---- |
| Relief Segnender Christus                          | Fragment eines Tympanons; Sandstein, Mitte des 12. Jahrhunderts                | in der protestantischen Kirche (Lage)                   | PM67001504    | Inscrit      | 2003  |      |
| Glocke Heiliger Symphorianus und heilige Katharina | Bronze, 1759                                                                   | in der protestantischen Kirche (Lage)                   | PM67001505    | Inscrit      | 2003  |      |
| Vier Glasfenster Leben Christi                     | Anfang des 20. Jahrhunderts, von Joseph Ehrismann                              | in der protestantischen Kirche (Lage)                   | PM67001506    | Inscrit      | 2003  |      |
| Skulptur Madonna mit Kind                          | Holz, zweite Hälfte des 18. Jahrhunderts, Jesuskind im 20. Jahrhundert ergänzt | in der katholischen Kirche Notre-Dame-de-la-Paix (Lage) | PM67001507    | Inscrit      | 2003  |      |